# 蝦海藻屬
蝦海藻屬（學名：Phyllospadix）是大葉藻科下的一屬海草或拍岸浪草，其下有5個物種。蝦海藻屬生長在北太平洋溫帶沿岸的水域。

## 物種
蝦海藻屬的物種如下：
- 紅纖維蝦海藻 Phyllospadix iwatensis Makino
- 亞洲蝦海藻 Phyllospadix japonicus Makino，黑纤维虾海藻，日本虾海藻
- 蝦海藻 Phyllospadix scouleri ：模式種。
- 细齿虾海藻 Phyllospadix serrulatus
- 丝叶虾海藻 Phyllospadix torreyi

## 外部連結
- 蝦海藻屬的相片 （页面存档备份，存于）